# 2008年のアジアシリーズ
アジアシリーズ2008（2008 Asia Series、2008年亞洲職棒大賽、2008년 아시아 시리즈）は、2008年11月13日から11月16日に東京ドームで開催されたプロ野球アジアチャンピオン決定トーナメントである。優勝は、日本代表・埼玉西武ライオンズで日本代表が4大会連続でアジアシリーズを制覇した。
中国は2007年までの選抜チーム（チャイナスターズ）ではなく、この年はリーグ優勝チームが出場している。韓国（SKワイバーンズ）を除く3チームがライオンズという、アジアシリーズ史上初めて同一名称複数球団が出揃う大会になった（韓国にもサムスン・ライオンズが存在するが、プレーオフで斗山ベアーズに2勝4敗で敗退している）。
また、前年度まで大会のオフィシャルスポンサーだったコナミが撤退し、読売新聞社も後援から手を引いている。さらに、地上波でのテレビ中継及びラジオ中継もなくなった。

## 大会概要
- 試合日程：2008年11月13日 - 11月16日
- 試合会場：東京ドーム
- 主催：日本野球機構
- 協力：中国棒球協会、中華職業棒球大連盟、韓国野球委員会
- 試合の方式:アジアシリーズ#試合方式を参照

賞金
- 優勝チーム 5000万円（他に優勝ペナント）
- 準優勝チーム 3000万円
- 第3位･4位チーム 1000万円
- 最優秀選手 100万円

放送
- J SPORTS（参照）

## 出場チーム
- 日本 - 埼玉西武ライオンズ（2008年日本シリーズ 優勝）
- 韓国 - SKワイバーンズ（2008年韓国シリーズ 優勝）
- チャイニーズタイペイ - 統一セブンイレブン・ライオンズ（2008年台湾シリーズ 優勝）
- 中国 - 天津ライオンズ（2008年中国野球リーグ 優勝）

## 試合結果

### 予選リーグ
予選リーグは、Game 2で埼玉西武ライオンズがSKワイバーンズに接戦で敗れはしたものの、Game 5では天津ライオンズに大会新記録の1試合16得点を奪うなどその後2連勝。2連勝中だったSKワイバーンズはGame 6で統一セブンイレブン・ライオンズにまさかの大敗を喫した。この結果3チームが2勝1敗で並んだが、総失点率（総失点を守備イニング数で割ったもの）で西武が1位、統一が2位となり決勝進出を決めた。SKワイバーンズは2年連続の決勝進出を逃した。
| 順位 | 名称                           | 埼玉西武ライオンズ | 統一セブンイレブン・ライオンズ | SKワイバーンズ | 天津ライオンズ | 勝 | 分 | 負 | 得 | 失 | 失点率 |
| ---- | ------------------------------ | ------------------ | ------------------------------ | -------------- | -------------- | -- | -- | -- | -- | -- | ------ |
| 1    | 埼玉西武ライオンズ             | -                  | ○ 2-1                          | ● 3-4          | ○ 16-2         | 2  | 0  | 1  | 21 | 7  | 0.29   |
| 2    | 統一セブンイレブン・ライオンズ | ● 1-2              | -                              | ○ 10-4         | ○ 7-4          | 2  | 0  | 1  | 18 | 10 | 0.38   |
| 3    | SKワイバーンズ                 | ○ 4-3              | ● 4-10                         | -              | ○ 15-0         | 2  | 0  | 1  | 23 | 13 | 0.54   |
| 4    | 天津ライオンズ                 | ● 2-16             | ● 4-7                          | ● 0-15         | -              | 0  | 0  | 3  | 6  | 38 | 1.65   |

※緑枠が決勝進出

#### Game 1
- 11月13日 ○統一 7-4 天津●（東京ドーム）

|      | 1 | 2 | 3 | 4 | 5 | 6 | 7 | 8 | 9  | R | H | E |
| ---- | - | - | - | - | - | - | - | - | -- | - | - | - |
| 天津 | 0 | 3 | 0 | 1 | 0 | 0 | 0 | 0 | 0  | 4 | 7 | 0 |
| 統一 | 0 | 0 | 0 | 0 | 3 | 0 | 0 | 0 | 4X | 7 | 7 | 1 |

1. 勝利：曾翊誠（1勝）
2. 敗戦：呂建剛（1敗）
3. 本塁打
統：劉芙豪 1号ソロ、潘武雄 1号3ラン
4. * 開始 12時01分　入場者 2,788人　試合時間 3時間04分

- 投手
  - 天：蘇長龍 - ●呂建剛 - 李家強
  - 統：林正豐 - ジャンカルロ・アルバラード - ○曾翊誠

#### Game 2
- 11月13日 ○SK 4-3 埼玉西武●（東京ドーム）

|          | 1 | 2 | 3 | 4 | 5 | 6 | 7 | 8 | 9 | R | H | E |
| -------- | - | - | - | - | - | - | - | - | - | - | - | - |
| 埼玉西武 | 0 | 1 | 0 | 0 | 2 | 0 | 0 | 0 | 0 | 3 | 7 | 0 |
| SK       | 1 | 0 | 0 | 3 | 0 | 0 | 0 | 0 | X | 4 | 7 | 1 |

1. 勝利：李承浩（1勝）
2. 敗戦：帆足（1敗）
3. 本塁打
SK：朴栽弘 1号ソロ、李宰元 1号2ラン
4. * 開始 18時00分　入場者 9,277人　試合時間 3時間03分

- オーダー

| 埼玉西武 |        |        |
| 1        | 〔中〕 | 赤田   |
| 2        | 〔左〕 | 栗山   |
| 3        | 〔二〕 | 平尾   |
| 4        | 〔三〕 | 中村   |
| 5        | 〔指〕 | 後藤   |
| 6        | 〔右〕 | 佐藤   |
| 7        | 〔一〕 | 石井義 |
| 7        | 打     | 江藤   |
| 8        | 〔捕〕 | 銀仁朗 |
| 8        | 打     | 野田   |
| 9        | 〔遊〕 | 水田   |
| 9        | 遊     | 原     |

| SK |        |        |
| 1  | 〔二〕 | 鄭根宇 |
| 2  | 〔一〕 | 李晋暎 |
| 3  | 〔指〕 | 李宰元 |
| 3  | 打指   | 金宰炫 |
| 4  | 〔右〕 | 朴栽弘 |
| 4  | 右     | 趙東和 |
| 5  | 〔三〕 | 崔廷   |
| 6  | 〔中〕 | 金江珉 |
| 7  | 〔左〕 | 朴哉相 |
| 8  | 〔捕〕 | 鄭相昊 |
| 8  | 捕     | 朴勍完 |
| 9  | 〔遊〕 | 羅州煥 |

- 投手
  - 西：● 帆足 - 岩﨑 - 大沼 - 星野
  - SK：金廣鉉 - 尹吉鉉 - 鄭ウラム - ○ 李承浩
- 試合経過
SKは初回に朴栽弘が西武の先発帆足からレフトポール際に飛球を放つ。当初はファウルとされるも判定が覆り、ソロ本塁打となって先制。4回には李宰元が2ランを放つなどさらに3点を追加。西武は北京五輪でも活躍した金廣鉉から栗山、平尾の適時打などで5回までに3点を返すものの後続に抑えられ、SKが初戦を制した。日本チームの初戦敗北は前年に続き大会2度目。

#### Game 3
- 11月14日 ●天津 0-15 SK○（東京ドーム）

|      | 1 | 2 | 3 | 4 | 5 | 6 | 7 | R  | H  | E |
| ---- | - | - | - | - | - | - | - | -- | -- | - |
| SK   | 0 | 0 | 7 | 2 | 2 | 0 | 4 | 15 | 14 | 0 |
| 天津 | 0 | 0 | 0 | 0 | 0 | 0 | 0 | 0  | 5  | 3 |

1. 勝利：李永旭（1勝）
2. 敗戦：陳瑋（1敗）
3. 本塁打
SK：金宰炫 1号3ラン
4. * 開始 12時00分　入場者 2,489人　試合時間 2時間27分
  - 大会規定により7回コールドゲーム

- 投手
  - SK：宋恩範 - ○李永旭 - 全炳斗 - 金圓衡
  - 天：●陳瑋 -李梓踉 - 張万軍 - 許雲龍

#### Game 4
- 11月14日 ○埼玉西武 2-1 統一●（東京ドーム）

|          | 1 | 2 | 3 | 4 | 5 | 6 | 7 | 8 | 9 | R | H | E |
| -------- | - | - | - | - | - | - | - | - | - | - | - | - |
| 統一     | 0 | 0 | 0 | 1 | 0 | 0 | 0 | 0 | 0 | 1 | 2 | 0 |
| 埼玉西武 | 0 | 0 | 0 | 2 | 0 | 0 | 0 | 0 | X | 2 | 5 | 0 |

1. 勝利：岸（1勝）
2. セーブ：小野寺（1S）
3. 敗戦：潘威倫（1敗）
4. * 開始 18時00分　入場者 8,443人　試合時間 2時間34分

- オーダー

| 統一 |        |                      |
| 1    | 〔指〕 | 黄甘霖               |
| 2    | 〔二〕 | 陽森                 |
| 2    | 打     | 高政華               |
| 3    | 〔中〕 | 潘武雄               |
| 4    | 〔三〕 | ティルソン・ブリトー |
| 5    | 〔一〕 | 高国慶               |
| 6    | 〔左〕 | 郭岱琦               |
| 7    | 〔右〕 | 郭俊佑               |
| 8    | 〔捕〕 | 高志綱               |
| 9    | 〔遊〕 | 莊景賀               |
| 9    | 打     | 劉芙豪               |
| 9    | 遊     | 王子菘               |

| 埼玉西武 |          |        |
| 1        | 〔遊〕二 | 片岡   |
| 2        | 〔左〕   | 栗山   |
| 3        | 〔二〕   | 平尾   |
| 3        | 走遊     | 水田   |
| 4        | 〔三〕   | 中村   |
| 5        | 〔一〕   | 石井義 |
| 6        | 〔右〕   | 佐藤   |
| 7        | 〔指〕   | 大島   |
| 8        | 〔捕〕   | 銀仁朗 |
| 9        | 〔中〕   | 赤田   |

- 投手
  - 統：● 潘威倫 - 曾翊誠
  - 西：○ 岸 - 星野 - S 小野寺
- 試合経過
統一が4回表にブリトー(布雷)の犠牲フライで先制。西武は直後に石井・大島・銀仁朗・赤田が2塁打3本を含む4安打を集中、2点を返して逆転。その後のイニングで追加点をあげることはできなかったものの、岸・星野・小野寺のリレーで無失点に抑え、アジアシリーズ初勝利を飾った。

#### Game 5
- 11月15日 ●天津 2-16 埼玉西武○（東京ドーム）

|          | 1 | 2 | 3 | 4 | 5 | 6 | 7 | R  | H  | E |
| -------- | - | - | - | - | - | - | - | -- | -- | - |
| 埼玉西武 | 2 | 3 | 6 | 2 | 0 | 3 | 0 | 16 | 13 | 0 |
| 天津     | 2 | 0 | 0 | 0 | 0 | 0 | 0 | 2  | 4  | 2 |

1. 勝利：大沼（1勝）
2. 敗戦：陳瑋（2敗）
3. 本塁打
西：中村 1号3ラン、銀仁朗 1号ソロ
4. * 開始 11時59分 入場者 8,478人 試合時間 2時間41分
  - 大会規定により7回コールドゲーム

- オーダー

| 埼玉西武 |        |        |
| 1        | 〔遊〕 | 片岡   |
| 2        | 〔左〕 | 栗山   |
| 3        | 〔二〕 | 平尾   |
| 3        | 打二   | 水田   |
| 4        | 〔三〕 | 中村   |
| 4        | 走三   | 原     |
| 5        | 〔一〕 | 石井義 |
| 6        | 〔右〕 | 佐藤   |
| 6        | 右     | 大崎   |
| 7        | 〔指〕 | 大島   |
| 7        | 打指   | 後藤   |
| 7        | 打指   | 上本   |
| 8        | 〔捕〕 | 銀仁朗 |
| 9        | 〔中〕 | 赤田   |

| 天津 |        |        |
| 1    | 〔遊〕 | 侯鳳連 |
| 2    | 〔二〕 | 王靖超 |
| 3    | 〔左〕 | 王超   |
| 4    | 〔中〕 | 羅玉斌 |
| 5    | 〔右〕 | 劉志成 |
| 5    | 打     | 聞磊   |
| 6    | 〔指〕 | 孟昭蓬 |
| 6    | 打指   | 任民   |
| 7    | 〔一〕 | 劉福斌 |
| 8    | 〔捕〕 | 張振旺 |
| 9    | 〔三〕 | 王凱   |

- 投手
  - 西：許 - ○ 大沼 - 谷中 - 岡本真
  - 天：● 陳瑋 - 蘇長龍 - 李梓踉 -許雲龍 - 李文明 - 鄒幟
- 試合経過
西武は初回に2点を先制したものの、裏に天津が羅玉斌の2点適時打で同点に追いつく。SKが統一に敗れた場合は失点率の争いとなるため、西武はこれ以上の失点が許されない状況となった。しかし大沼、谷中、岡本真也が後続を抑え、打っては中村がシリーズ第1号となる3ラン、銀仁朗もレフトポール直撃弾(シーズンを含めても今季初本塁打)を放つなど7回13安打の猛攻で、大会新記録の16得点を挙げ7回コールドで快勝した。

#### Game 6
- 11月15日 ○統一 10-4 SK●（東京ドーム）

|      | 1 | 2 | 3 | 4 | 5 | 6 | 7 | 8 | 9 | R  | H  | E |
| ---- | - | - | - | - | - | - | - | - | - | -- | -- | - |
| SK   | 0 | 1 | 0 | 0 | 0 | 2 | 0 | 1 | 0 | 4  | 8  | 1 |
| 統一 | 0 | 0 | 0 | 5 | 1 | 0 | 0 | 4 | X | 10 | 12 | 1 |

1. 勝利：林岳平（1勝）
2. 敗戦：蔡秉龍（1敗）
3. 本塁打
SK：李晋暎 1号ソロ
統：劉芙豪 2号3ラン、高志綱 1号ソロ、陳連宏 1号ソロ、劉芙豪 3号3ラン
4. * 開始 18時00分 入場者 5,228人 試合時間 3時間22分

- - SK：●蔡秉龍 - 鄭ウラム - 尹吉鉉 - 賈得焔 - チョ雄天 - 李承浩 - 鄭大炫 - 金圓衡
  - 統：○林岳平 - 蔡士勤 - 曾翊誠 - アルバラード

- 試合経過
2回にSKが先制。しかし統一はSK先発の蔡秉龍を4回に捕らえ、一挙5得点の猛攻で逆転に成功。続く5回にも1点を挙げて5点差とし逆転での決勝進出を確実なものとしたかに見えた。しかしSKは6回表に2点を返すと8回表にも1点を挙げ2点差に追いつく。前2戦までの結果から、SKは統一に敗れた場合でも2点差以内での敗北ならば失点率での争いで統一を抑えて2位での決勝進出となる状況であった。逆に統一は試合に勝っても8回裏に1点でも挙げない限り予選敗退がほぼ確定[1] という絶体絶命の状況に追い込まれた。しかし8回裏に劉芙豪が起死回生の3ラン本塁打を放つと、気落ちしたSK投手陣を攻め立ててさらに1点を追加し快勝。統一が2位でチーム初の決勝進出を決めた。

### 決勝

#### Game 7
- 11月16日 ○埼玉西武 1-0 統一●（東京ドーム）

|          | 1 | 2 | 3 | 4 | 5 | 6 | 7 | 8 | 9  | R | H | E |
| -------- | - | - | - | - | - | - | - | - | -- | - | - | - |
| 統一     | 0 | 0 | 0 | 0 | 0 | 0 | 0 | 0 | 0  | 0 | 5 | 0 |
| 埼玉西武 | 0 | 0 | 0 | 0 | 0 | 0 | 0 | 0 | 1X | 1 | 6 | 1 |

1. 勝利：岡本真（1勝）
2. 敗戦：潘威倫（2敗）
3. * 開始 14時00分　入場者 18,370人　試合時間 3時間07分

- オーダー

| 統一 |        |                      |
| 1    | 〔中〕 | 潘武雄               |
| 2    | 〔左〕 | 郭岱琦               |
| 2    | 打左   | 郭俊佑               |
| 3    | 〔三〕 | ティルソン・ブリトー |
| 4    | 〔一〕 | 高国慶               |
| 5    | 〔指〕 | 陳連宏               |
| 6    | 〔右〕 | 劉芙豪               |
| 7    | 〔捕〕 | 高志綱               |
| 8    | 〔遊〕 | 莊景賀               |
| 9    | 〔二〕 | 許峰賓               |

| 埼玉西武 |        |        |
| 1        | 〔遊〕 | 片岡   |
| 2        | 〔左〕 | 栗山   |
| 3        | 〔二〕 | 平尾   |
| 4        | 〔三〕 | 中村   |
| 5        | 〔一〕 | 石井義 |
| 6        | 〔右〕 | 佐藤   |
| 7        | 〔指〕 | 大島   |
| 8        | 〔捕〕 | 銀仁朗 |
| 8        | 打     | 原     |
| 8        | 捕     | 野田   |
| 9        | 〔中〕 | 赤田   |

- 投手
  - 統：アルバラード - 曾翊誠 - ● 潘威倫
  - 西：涌井秀章 - 星野 - 大沼 - ○ 岡本真
- 試合経過
史上初めてデーゲーム形式で行なわれた決勝戦。西武は先発涌井の調子が好調ではなく序盤は毎回先頭打者を出す苦しい立ち上がりとなったが、要所を締めるピッチングでホーム到達は許さずに凌ぐ。一方統一の先発アルバラードも散発的にヒットを打たれるものの連打は許さず、双方無得点のまま試合が進んだ。涌井は回が進むごとに調子を上げ、毎回の10奪三振を挙げるが球数が多くなり星野、次いで大沼にスイッチ。その大沼は一死一、二塁のピンチを招くものの後続を連続三振に斬りこれを凌いだ。試合は双方の継投策で終盤まで0-0の息詰まる投手戦となるが、9回裏に石井義人が四球で出塁すると続く佐藤友亮が左中間へ安打を放つ（記録は二塁打）。一塁走者の石井は中継の遊撃手が処理をもたつく間に一気にホームを突き、サヨナラ勝ち[2]。西武が統一を下し、日本勢としてのアジアシリーズ4連覇を決めた。

## 表彰
- MVP：佐藤友亮（埼玉西武）

## 記録
試合記録
- チーム最多得点 埼玉西武：16（Game 5）
- チーム最多失点 天津：16（Game 5）

## テレビ中継
- テレビ中継はCS放送のJ SPORTS（スカパー!・スカパー!e2・ケーブルテレビ）が放送を担当、全試合ともJ sports Plusにて生中継された（後日、J sports 1･2･plus･ESPN全チャンネルにて再放送）。
- 2007年まで日本戦と決勝戦に限り地上波（日本テレビ系列、TBS系列、テレビ朝日系列）で生中継していたが、2008年は地上波中継がなくなった。
- またラジオ中継については、前年までTBSラジオが中継（2006年まではニッポン放送も）していたが、本年は行っていない。

### J SPORTS
11月13日
- Game 1

実況アナウンサー：石原敬士 解説：橋本清 ゲスト解説：木村公一 リポーター：谷口広明
- Game 2

実況アナウンサー：島村俊治 解説：大塚光二 ゲスト解説：木村公一 リポーター：節丸裕一
11月14日
- Game 3

実況アナウンサー：島村俊治 解説：内藤尚行 ゲスト解説：木村公一 リポーター：石原敬士
- Game 4

実況アナウンサー：節丸裕一 解説：斉藤明夫 ゲスト解説：木村公一 リポーター：大前一樹
11月15日
- Game 5

実況アナウンサー：大前一樹 解説：内藤尚行 リポーター：節丸裕一
- Game 6

実況アナウンサー：谷口広明 解説：大塚光二 ゲスト解説：木村公一 リポーター：石原敬士
11月16日
- Game 7（決勝戦）

実況アナウンサー：大前一樹 解説：斉藤明夫 ゲスト解説：木村公一 リポーター：谷口広明